# Hugues Renson
Pour les articles homonymes, voir Renson.
Hugues Renson, né le 11 février 1978 à Paris, est un homme politique français et un cadre dirigeant.
Durant le second mandat présidentiel de Jacques Chirac, il occupe différents postes au sein des cabinets ministériels de Christian Jacob et François Fillon, puis au sein du cabinet du président de la République, dont celui de conseiller technique chargé des affaires sociales.
Membre de La République en marche, il est député dans la treizième circonscription de Paris de 2017 à 2022, et vice-président de l'Assemblée nationale.

## Biographie

### Situation personnelle
Hugues Renson naît le 11 février 1978 dans le 15e arrondissement de Paris. Il est le fils de Cécile Renson, médecin et élue parisienne. Il est père de trois enfants.
Il est diplômé de l'Institut d'études politiques de Paris (promotion 2001) et titulaire d'une maîtrise de droit public de l'université Panthéon-Assas.
Il est conseiller de Jacques Chirac, au titre de sa fonction d'ancien président de la République et son emploi dépendant du secrétariat général du Gouvernement, jusqu'en 2012.
Il est délégué général de la Fondation groupe EDF de 2013 à 2017.
De retour au sein du Groupe EDF à l’issue de son mandat, il devient Secrétaire général d’EDF Hydro pour en piloter la stratégie d’influence, les relations institutionnelles, la communication, la RSE, la gestion de l’eau et la politique d’adaptation au changement climatique[réf. nécessaire].

### Parcours politique

#### Sous la présidence de Jacques Chirac
Il est responsable du service courrier au siège de la campagne présidentielle de Jacques Chirac en 2002, puis directeur de campagne d'une candidate UMP aux élections législatives qui suivent.
Il est chargé de mission (juin-novembre 2003), puis conseiller technique (novembre 2003-avril 2004) au sein du cabinet du ministre délégué à la Famille, Christian Jacob.
En mai 2004, il est chargé de mission pour les relations avec les associations dans le cabinet du ministre de l’Éducation nationale, de l’Enseignement supérieur et de la Recherche, François Fillon.
De juin 2004 à juin 2006, il est chargé de mission à la présidence de la République, adjoint au conseiller social.
De juin 2006 à mai 2007, il est conseiller technique chargé des affaires sociales au cabinet du président de la République, Jacques Chirac.

#### Après la présidence de Jacques Chirac
En 2010, il prend la direction de la fédération de Paris de République solidaire, le parti politique de Dominique de Villepin, en voulant « créer une nouvelle offre qui sort des clivages droite-gauche », « créer des passerelles », « prendre les bonnes solutions même si elles viennent de la gauche ».
Pour l'élection présidentielle de 2012, il rend public son soutien à François Hollande. Il se rend au grand rassemblement du candidat socialiste le 15 avril 2012 devant le château de Vincennes.

#### Député LREM
Dès 2016, il se rapproche de l'équipe de campagne d'Emmanuel Macron, qu'il compare à Jacques Chirac. En 2017, Hugues Renson rejoint La République en marche (LREM) et est élu député dans la treizième circonscription de Paris lors des élections législatives de 2017 : il l'emporte au second tour face au sortant Jean-François Lamour (Les Républicains), avec 56 % des voix.
Le 28 juin 2017, il devient vice-président de l'Assemblée nationale. Il est réélu à cette fonction en juillet 2019, à l'occasion de la remise en jeu des postes au sein du groupe LREM, face à Sacha Houlié.
En juin 2018, il exprime des réserves sur certains aspects de la politique migratoire et sociale d'Emmanuel Macron. 
Candidat à l'investiture de LREM pour les élections municipales de 2020 à Paris, il se dit favorable à de nombreuses décisions d'Anne Hidalgo, dont la piétonnisation des voies sur berges,. Au sein de LREM, il est critiqué pour son amitié avec Anne Hidalgo, qu'il connaît depuis son enfance et pour qui il a voté lors des élections municipales de 2014. En mars 2019, il lance sa plateforme participative « Et si... Paris ? ». Concurrent de Cédric Villani et Benjamin Griveaux, il échoue à obtenir l'investiture de LREM. Il apporte alors son soutien à Cédric Villani.
Lors de la création du nouveau groupe Écologie démocratie solidarité, en mai 2020, il indique avoir « beaucoup d'amitié » pour ses membres ainsi que « de nombreux combats en commun », mais déclare que « les combats se mènent en interne et que, par ailleurs, la crise exige un esprit de responsabilité ». Dans le même temps, il travaille à la constitution d'un courant interne au groupe LREM. Ce groupe, baptisé « En Commun », est rejoint par 45 autres députés et voit le jour sous forme d'association le 22 mai. Alors que le mouvement se constitue en parti durant l'automne 2020, il en est l'un des trois vice-présidents avec Barbara Pompili et Jacques Maire.
Il annonce en février 2022 qu'il ne sera pas candidat à sa réélection aux prochain scrutin législatif. Il déclare regretter que le Parlement ne soit  qu'« une chambre d'enregistrement de décisions élaborées ailleurs ».
Il est membre du groupe d'amitié France - Qatar.

## Affaires autour du Paris Saint-Germain
Le 5 septembre 2024, Hugues Renson, au terme de son interrogatoire de première comparution, est mis en examen, pour « trafic d’influence par une personne investie d’un mandat électif public » dans un dossier d’espionnage autour du Paris Saint-Germain (PSG) et de son président. Il est soupçonné notamment « d’avoir reçu des avantages et des cadeaux de la part du PSG, et d’avoir abusé de son influence afin de permettre au club d’obtenir des décisions favorables d’une autorité ou d’une administration publique ». Selon L’Équipe, il a également sollicité « pendant des mois » un poste au PSG s’adressant directement à Nasser al-Khelaïfi et le félicitant pour son acquittement en Suisse.
Le nom de Hugues Renson apparaît aussi dans l'enquête portant sur des soupçons de faveur fiscale accordée au PSG lors du transfert du joueur brésilien Neymar en 2017, qui fait l'objet d'une procédure distincte,.

## Prises de position
Il est considéré comme une figure de l'aile gauche de LREM.
Les références politiques qu'il cite sont : le général de Gaulle (mise en place par ordonnances de la Sécurité sociale), François Mitterrand (abolition de la peine de mort, construction européenne) et Jacques Chirac (création de l'ANPE, loi sur l'avortement, traité de Maastricht).
Il déclare en janvier 2011 que « le succès du Paris Métropole de Delanoë est indéniable, et c'est un bon maire de Paris ».
En janvier 2018, il s'oppose à la suppression de l'aide médicale d'État.
Le 29 mai 2018, il signe une tribune avec 50 autres députés LREM en faveur de la légalisation de la procréation médicalement assistée (PMA).
En juin 2018, lors de l'affaire de l'Aquarius, il critique la politique du gouvernement en affirmant que la France aurait dû accueillir les migrants transportés sur le navire.

## Publication
- Hugues Renson, Le Refus de la parenthèse, Débats Publics, 22 novembre 2018.